# Сукцизелла
Сукцизелла, или Синяк (лат. Succisella; уменьш. от Succisa — сивец), — род травянистых растений семейства Жимолостные (Caprifoliaceae), распространённый в южной половине Европы и на Кавказе.

## Ботаническое описание
Многолетние травянистые растения. Стебли восходящие, вверху волосистые. Листья цельные, голые, иногда 2—3-зубчатые; нижние — эллиптические, суженные в черешок; стеблевые — более узкие, с килевидным основанием.
Цветки собраны в головчатое соцветие; листочки обёртки яйцевидно-ланцетные, кожистые; постепенно переходят в зелёные, более узкие, ланцетные, заострённые прицветные чешуи; обёрточка (внешняя чашечка) кувшинчатая, почти вальковатая, с 8 рёбрами, вверху суженная и с 4 короткими спаянными лопастями. Чашечка маленькая, блюдцевидная, едва лопастная. Венчик бледно-фиолетовый, четырёхлопастный.

## Виды
Род включает 5 видов:
- Succisella andreae-molinae Pajarón & Escudero
- Succisella carvalhoana (Mariz) Baksay
- Succisella inflexa (Kluk) Beck typus[1] — Сукцизелла согнутая
- Succisella microcephala (Willk.) Beck
- Succisella petteri (J.Kern. & Murb.) Beck